# 88-й меридіан західної довготи
88-й меридіан західної довготи — лінія довготи, що лежить на 88 градусів західніше Гринвіцького меридіана. Вона проходить від Північного полюса через Північний Льодовитий океан, Північну Америку, Атлантичний океан, Центральну Америку, Тихий океан, Південний океан та Антарктиду до Південного полюса.
88-й меридіан західної довготи формує велике коло разом із 92-гим меридіаном східної довготи.

## Список географічних об'єктів, що перетинає 88° зх. д.
Починаючи на Північному полюсі та рухаючись до Південного полюса, 88-й меридіан західної довготи проходить через:
| Координати                                                 | Країна, територія або море | Примітки |
| ---------------------------------------------------------- | -------------------------- | --- |
| 90°0′ пн. ш. 88°0′ зх. д. / 90.000° пн. ш. 88.000° зх. д.  | Північний Льодовитий океан | |
| 82°6′ пн. ш. 88°0′ зх. д. / 82.100° пн. ш. 88.000° зх. д.  | Канада                     | Нунавут — проходить через острів Елсмір |
| 80°41′ пн. ш. 88°0′ зх. д. / 80.683° пн. ш. 88.000° зх. д. | Протока Нансена[en]        | |
| 80°26′ пн. ш. 88°0′ зх. д. / 80.433° пн. ш. 88.000° зх. д. | Канада                     | Нунавут — проходить через острів Аксел-Гейберг |
| 78°29′ пн. ш. 88°0′ зх. д. / 78.483° пн. ш. 88.000° зх. д. | Норвезька затока[en]       | |
| 77°49′ пн. ш. 88°0′ зх. д. / 77.817° пн. ш. 88.000° зх. д. | Канада                     | Нунавут — проходить через острів Елсмір |
| 77°36′ пн. ш. 88°0′ зх. д. / 77.600° пн. ш. 88.000° зх. д. | Норвезька затока[en]       | |
| 77°7′ пн. ш. 88°0′ зх. д. / 77.117° пн. ш. 88.000° зх. д.  | Канада                     | Нунавут — проходить через острів Елсмір |
| 76°22′ пн. ш. 88°0′ зх. д. / 76.367° пн. ш. 88.000° зх. д. | Протока Джонс[en]          | |
| 75°31′ пн. ш. 88°0′ зх. д. / 75.517° пн. ш. 88.000° зх. д. | Канада                     | Нунавут — проходить через острів Девон |
| 74°28′ пн. ш. 88°0′ зх. д. / 74.467° пн. ш. 88.000° зх. д. | Протока Ланкастер          | |
| 73°39′ пн. ш. 88°0′ зх. д. / 73.650° пн. ш. 88.000° зх. д. | Канада                     | Нунавут — проходить через Баффінову Землю |
| 70°18′ пн. ш. 88°0′ зх. д. / 70.300° пн. ш. 88.000° зх. д. | Затока Бутія               | |
| 68°48′ пн. ш. 88°0′ зх. д. / 68.800° пн. ш. 88.000° зх. д. | Канада                     | Нунавут — проходить через півострів Сімпсон[en] |
| 68°14′ пн. ш. 88°0′ зх. д. / 68.233° пн. ш. 88.000° зх. д. | Затока Коммітті            | |
| 67°38′ пн. ш. 88°0′ зх. д. / 67.633° пн. ш. 88.000° зх. д. | Канада                     | Нунавут — проходить через материк |
| 64°17′ пн. ш. 88°0′ зх. д. / 64.283° пн. ш. 88.000° зх. д. | Гудзонова затока           | |
| 56°28′ пн. ш. 88°0′ зх. д. / 56.467° пн. ш. 88.000° зх. д. | Канада                     | Онтаріо — проходить через материк та острів Сент-Ігнас[en] |
| 48°44′ пн. ш. 88°0′ зх. д. / 48.733° пн. ш. 88.000° зх. д. | Озеро Верхнє               | |
| 47°28′ пн. ш. 88°0′ зх. д. / 47.467° пн. ш. 88.000° зх. д. | США                        | Мічиган — проходить через півострів Ківіно[en] |
| 47°18′ пн. ш. 88°0′ зх. д. / 47.300° пн. ш. 88.000° зх. д. | Озеро Верхнє               | Затока Ківіно[en] |
| 46°54′ пн. ш. 88°0′ зх. д. / 46.900° пн. ш. 88.000° зх. д. | США                        | Мічиган Вісконсин — проходить через Мілвокі Іллінойс — проходить західніше Чикаго Індіана — приблизно на 2 км Іллінойс — приблизно на 4 км Індіана Кентуккі Теннессі Алабама |
| 30°42′ пн. ш. 88°0′ зх. д. / 30.700° пн. ш. 88.000° зх. д. | Затока Мобіл               | |
| 30°14′ пн. ш. 88°0′ зх. д. / 30.233° пн. ш. 88.000° зх. д. | США                        | Алабама — проходить через півострів Мобіл-Пойнт[en] |
| 30°13′ пн. ш. 88°0′ зх. д. / 30.217° пн. ш. 88.000° зх. д. | Мексиканська затока        | |
| 21°36′ пн. ш. 88°0′ зх. д. / 21.600° пн. ш. 88.000° зх. д. | Мексика                    | Проходить через півострів Юкатан Кінтана-Роо |
| 18°27′ пн. ш. 88°0′ зх. д. / 18.450° пн. ш. 88.000° зх. д. | Затока Чемуталь            | |
| 17°54′ пн. ш. 88°0′ зх. д. / 17.900° пн. ш. 88.000° зх. д. | Беліз                      | Проходить через острів Амбергріс-Кей |
| 17°47′ пн. ш. 88°0′ зх. д. / 17.783° пн. ш. 88.000° зх. д. | Карибське море             | Проходить повз кілька островів Белізу |
| 15°47′ пн. ш. 88°0′ зх. д. / 15.783° пн. ш. 88.000° зх. д. | Гондурас                   | Проходить східніше Сан-Педро-Сули |
| 13°52′ пн. ш. 88°0′ зх. д. / 13.867° пн. ш. 88.000° зх. д. | Сальвадор                  | |
| 13°9′ пн. ш. 88°0′ зх. д. / 13.150° пн. ш. 88.000° зх. д.  | Тихий океан                | |
| 60°0′ пд. ш. 88°0′ зх. д. / 60.000° пд. ш. 88.000° зх. д.  | Південний океан            | |
| 72°46′ пд. ш. 88°0′ зх. д. / 72.767° пд. ш. 88.000° зх. д. | Антарктида                 | Проходить через Чилійську Антарктику (претендує Чилі) |